# Insektensommer
Der Insektensommer ist eine Mitmachaktion zur Insektenbeobachtung in Deutschland. Sie wird seit 2018 vom Naturschutzbund Deutschland (NABU) und dem Landesbund für Vogelschutz in Bayern (LBV) durchgeführt. Der Insektensommer findet jährlich meist im Juni und August statt.

## Geschichte
Am ersten Juni 2018 startete der Insektensommer. Die Mitmachaktion orientiert sich in ihrer Umsetzung an den Vogelzählungen, wie Stunde der Gartenvögel und Stunde der Wintervögel. Es ist die größte Mitmachaktion für Bürger im Bereich der Insektenbeobachtung und Insektenerfassung für Deutschland. Bei der ersten Zählung kamen im Juni und August insgesamt 7396 Meldungen zusammen. 2019 waren es 6300 Meldungen und 2020 9866 Meldungen. Die Daten werden in Zusammenarbeit mit der Beobachtungsplattform naturgucker.de, die ein Partner des NABU ist, erfasst.
2019 wurde für das Melden der Beobachtungsdaten eine Aufteilung eingeführt: 450 gängige Insektenarten können frei und somit ohne Registrierung per Klick-Down-Menü per Online-Formular oder App gemeldet werden. Für weitere speziellere Arten müssen sich die Teilnehmer bei naturgucker.de anmelden. Auf diese Weise können zusätzlich auch Belegbilder der beobachteten Tiere hochgeladen werden. Dadurch lassen sich einzelne Tiere per Bild durch Experten bestimmen oder überprüfen und die Datenqualität bei der Bestimmung wird verbessert.
2020 hat der NABU die Entdeckungsfrage eingeführt. Sie soll Interessierten den Einstieg erleichtern, sich mit Insekten zu beschäftigen und konzentriert sich auf wenige Arten. 2020 drehte sich dabei alles um Marienkäfer, den Siebenpunktmarienkäfer und den Asiatischen Marienkäfer. Es ist somit möglich nur an der Entdeckungsfrage, nur an der Insektenzählung oder an beiden Aspekten gleichzeitig teilzunehmen. Die Entdeckungsfrage 2020 lautete: Welchen Marienkäfer kannst du häufiger entdecken: Den asiatischen Marienkäfer oder den Siebenpunkt-Marienkäfer?

## Ziele
Mit dem Insektensommer wollen die Initiatoren eine kontinuierliche Datenerfassung und Sensibilisierung in Bezug auf Insekten in Deutschland etablieren. Durch die eigenen Beobachtungen sollen die Menschen für sich selbst die Welt der Insekten besser kennen- und verstehen lernen. Artenkenntnis sammeln und Zusammenhänge in der Natur bewusst machen, sind weiter Ziele des Projektes.
Bisher gibt es zu Insekten in Deutschland wenige bundesweite und artenübergreifende Informationen laut NABU. Ziel der Aktion ist es ein möglichst genaues Bild zum Vorkommen der Insekten zu erhalten. Es geht darum Häufigkeiten und Trends von Arten und Populationen zu ermitteln. Damit dies repräsentativ ist, sollen die Daten über mehrere Jahre verglichen werden. Erst nach einigen Jahren lassen sich die Daten näher auswerten, um interessante Kenntnisse gewinnen zu können. Der NABU möchte dadurch neue Kenntnisse zur Entwicklung einzelner Insektengruppen und Arten sowie zu regionalen Unterschieden gewinnen.

## Zählkriterien
Beim Insektensommer werden die Bürger aufgerufen bis zu einer Stunde Insekten zu zählen. Gezählt werden wird die maximale, zum gleichen Zeitpunkt beobachtete Anzahl einer Art oder Großgruppen (z. B. Heuschrecken, Libellen) während des Beobachtungszeitraums (nicht die Gesamtzahl der während einer Stunde beobachteten Tiere). Die Größe des Beobachtungsgebietes für die Zählung ist festgelegt, um einen Standard für die Erhebung zu gewährleisten. Jeweils bis zu zehn Meter um den eigenen Standpunkt herum darf gezählt werden. Bei größeren Entfernungen ist eine zweite Meldung abzugeben. Lineare Zählungen, z. B. während eines Spaziergangs, sind nicht erlaubt.
Anders als bei der „Stunde der Gartenvögel“ darf beim Insektensommer nicht nur im Siedlungsraum, sondern überall beobachtet werden. Die Erfassung kann im jeweiligen Lebensraumtyp Garten, Balkon, Park, Wiese, Wald, Feld, Teich oder Bach und Fluss sein. Die Zählungen finden jeweils im Juni und August für zehn Tage statt von Freitag bis Sonntag. Grundsätzlich soll und kann jedes gesehene und erkannte Insekt gemeldet werden.
Es gibt pro Meldezeitraum acht „Kernarten“, nach denen die Teilnehmer verstärkt schauen sollten. Diese Arten kommen (noch) häufig vor und sind vergleichsweise leicht zu erkennen. Im Juni sind es Tagpfauenauge, Admiral (Schmetterling), Asiatischer Marienkäfer, Hainschwebfliege, Steinhummel, Lederwanze, Blutzikade und Gemeine Florfliege, im August sind es Schwalbenschwanz, Kleiner Fuchs, Ackerhummel, Blaue Holzbiene, Siebenpunkt-Marienkäfer, Streifenwanze, Blaugrüne Mosaikjungfer und Grünes Heupferd.

## Prominente Unterstützer
Die NABU-Mitmachaktion hat aktuell einige prominente Unterstützer, die selber Insekten zählen und sich ehrenamtlich für eine größere Teilnahme bei der gemeinsamen Aktion einsetzen. 2020 waren dies Mark Benecke (wie schon 2019) und Ruth Moschner.

## Ergebnisse
Erste Ergebnisse anhand der Beobachtungsdaten werden vom NABU erfasst. 2019 konnte der Zug der Distelfalter in Deutschland nachgezeichnet werden. Es wurden an jedem zehnten Insektensommer-Beobachtungspunkt Distelfalter beobachtet. Anfang August 2019 zeigten sich sogar an jedem dritten Beobachtungsort diese Wanderfalter. Im Vergleich zu den Insektensommerbeobachtungen von 2018 sind das zehn Mal mehr Distelfalter. Im Jahr 2020 wurden wieder weniger Exemplare beobachtet.
Die dritte Zählung im Jahr 2020 bestätigt einen Trend: Die Blaue Holzbiene, die ursprünglich nur in Südeuropa und manchen Regionen Süddeutschlands zu finden war, wandert nach und nach gen Norden. Die größte heimische Wildbienenart wurde schon auf der Insel Rügen und in Schleswig-Holstein gesichtet. Die große Wildbiene steht in Deutschland auf der Vorwarnliste der Roten Arten, breitet sich aber derzeit weiter aus, da sie warme, trockene Bedingungen wie in den beiden vergangenen Jahren braucht. 2018 lag die Blaue Holzbiene auf Platz 46 der gemeldeten Arten des Insektensommers, kletterte 2019 auf Platz 24 und kam 2020 bei der jüngsten Zählung sogar auf Platz 22.
Während der Zählungen lassen sich die gemeldeten Daten live auf einer Karte und Tabelle online verfolgen. Die Ergebnisse sind bei dieser Aktion transparent gestaltet. Die Top 100 der am häufigsten gemeldeten Insekten sowie die Top 10 pro Bundesland sind für jeden Bürger einsehbar und werden zur Verfügung gestellt.

## Kritik
Generell können Projekte aus dem Bereich Citizen Science aufgrund der Teilnahme von Laien fehlerbehaftet sein. Die methodische Kritik gilt daher auch für den Insektensommer. Solche Aktionen können kein Ersatz für fundierte, wissenschaftliche Untersuchungen sein. Sie werden aussagekräftig, wenn eine große Zahl Meldungen erfolgen und gehen dann regelmäßig in naturwissenschaftliche Fachveröffentlichungen ein. Die Veranstalter versuchen, diese Fehlerquellen durch Steigerung der Teilnehmendenzahl, Informationen durch Führungen, Informationsmaterial und Internetangebote wie Steckbriefe und einen Insektentrainer mit Bestimmungsschlüssel zu den wichtigsten Arten, zu verringern.